# 盆栽世界
『盆栽世界』（ぼんさいせかい）は、エスプレス・メディア出版が発行する日本の盆栽専門誌。月刊。盆栽業界では『近代盆栽』（近代出版、1977年創刊）と並ぶ老舗情報誌である。

## 沿革
1970年4月に樹石社より創刊。その後1985年頃に新企画（本社：千葉市）に版元が移る。
発行元の新企画が2012年3月に事実上経営破綻したことに伴い一時休刊するが、当時同誌の印刷を扱っていた昭栄印刷が受け皿会社としてエスプレス・メディア出版を設立し、新企画の出版部門の営業譲渡を受けたことで、同年7月より復刊し現在に至っている。